# Oberstaufenbach
Oberstaufenbach là một đô thị ở huyện Kusel, bang Rheinland-Pfalz, phía tây nước Đức. Đô thị Oberstaufenbach có diện tích 2,68 km². Đô thị này có cự ly khoảng 15 km so với Căn cứ không quân Ramstein, và ở trên khu vực có độ cao 332 m trên mực nước biển.